# Grand Ballon
Il Grand Ballon (in tedesco Großer Belchen, in dialetto alsaziano Grosser Belchen) è il più alto rilievo della catena montuosa dei Vosgi, situata in Geishouse.

## Storia
Le sue prime popolazioni arrivarono nell'era quaternaria e da allora vi si sono stabiliti vari popoli. La regione fu abitata dai Celti e, dal 58 a.C., cominciò il controllo romano.

## Galleria d'immagini

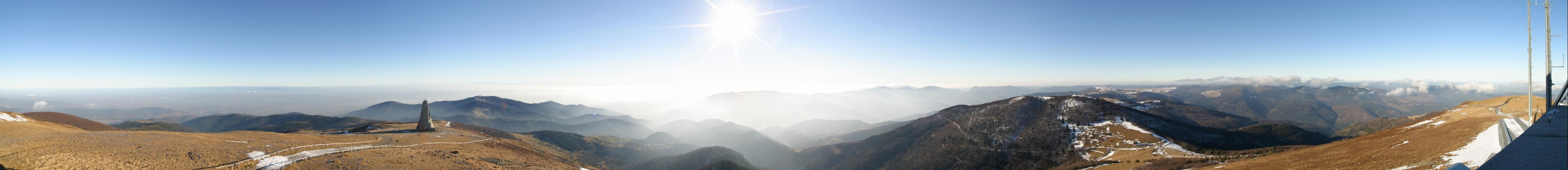
Panorama a 360° dalla cima - 14 gennaio 2005

Panorama a 360° dalla cima - 7 gennaio 2006

## Descrizione

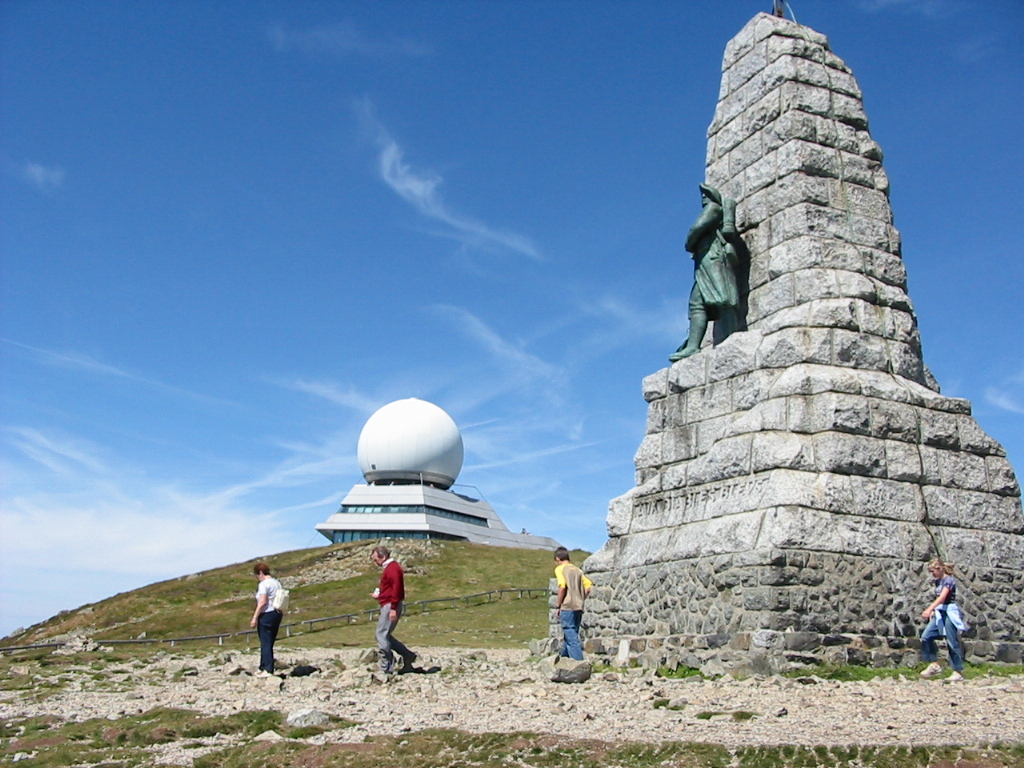
Cima del Grand Ballon

Il monte è situato a circa 25 km a nord-ovest di Mulhouse. È ricco di fauna e di flora. Dalla sua cima, in condizioni di cielo terso, si gode ottima visuale delle Alpi e del Monte Bianco in particolare.